# 3. Międzynarodowy Festiwal Filmowy w Berlinie
Nagrody rozdane na festiwalu filmowym w Berlinie w roku 1953
| Nagroda (kategoria) | Film                                       | Kraj                       |
| ------------------- | ------------------------------------------ | -------------------------- |
| Złoty Niedźwiedź    | Cena strachu, reż. Henri-Georges Clouzot   | Francja/Włochy             |
| Srebrny Niedźwiedź  | Magia verde, reż. Gian Gaspare Napolitano  | Włochy                     |
| Brązowy niedźwiedź  | Wieś Pestalozziego, reż. Leopold Lindtberg | Szwajcaria/Wielka Brytania |

## Jury
W latach 1952 – 1955 nagrody były wręczane osobom wybranym przez publiczność.